# Птомаїни
Птомаїни (трупні отрути; від грец. πτώμα — труп) — група азотвмісних сполук, які утворюються в процесі гнильного розпаду тваринних білків за участю гнильних мікроорганізмів.
До птомаїнів відносять путресцин, кадаверин, нейрин, метилгуанідин, тирамін, триптамін та інші. Більшість птомаїнів — більшою або меншою мірою токсичні речовини, деякі — фізіологічно активні сполуки, які беруть участь у нормальному обміні речовин, наприклад, гістамін та інші циклічні аміни в організмі. Деякі птомаїни знайдені у вільному стані в грибах, пивних дріжджах, вищих рослинах тощо.
Термін «птомаїни» застарів і тепер маловживаний.